# Getúlio (calciatore 1954)
Getúlio Costa de Oliveira, noto semplicemente come Getúlio (Belo Horizonte, 25 febbraio 1954), è un allenatore di calcio ed ex calciatore brasiliano, di ruolo difensore laterale.

## Caratteristiche tecniche
Giocava come terzino destro e le sue caratteristiche migliori erano il tiro potente e la precisione dei cross.

## Carriera

### Club
Cresciuto nelle giovanili dell'Atlético Mineiro, con cui debuttò nel 1973, lasciò il club nel 1976, dopo la vittoria del Campionato Mineiro 1976, passando al San Paolo su richiesta di Rubens Minelli. Arrivato da poco nella squadra, si dimostrò importante per la vittoria del III Copa Brasil, che vide il San Paolo affrontare l'Atlético Mineiro, ex squadra proprio di Getúlio. In tutto con il tricolor paulista giocò 322 partite mettendo a segno 34 reti.
Dopo aver lasciato il San Paolo nel 1983, dopo aver passato tutti gli anni nel club da titolare, giocò poi per il Fluminense, chiudendo la carriera negli Stati Uniti d'America.

### Nazionale
Con la Nazionale brasiliana giocò 18 partite, partecipando alla Copa América 1975.

## Palmarès

### Giocatore

#### Competizioni statali
- Campeonato Mineiro: 1

Atlético-MG: 1976
- Campeonato Paulista: 2

San Paolo: 1980, 1981
- Campionato Carioca: 2

Fluminense: 1984, 1985

#### Competizioni nazionali
- Campionato brasiliano: 1

San Paolo: 1977